# خارپشت جنگلی گائولیگونگ
خارپشت جنگلی گائولینگ (نام علمی: Mesechinus wangi) یا خارپشت جنگلی وانگ گونه‌ای خارپشت از تیرهٔ خارپشتان (Erinaceidae) است که تنها در چین یافت می‌شود. این گونه بومی دامنه‌های کوه گائولینگ در استان یون‌نان است، جایی که در جنگل‌های پهن‌برگ همیشه‌سبز نیمه‌گرمسیری در ارتفاعات بین ۲٬۲۰۰ و ۲٬۶۸۰ متر (۷٬۲۲۰ و ۸٬۷۹۰ فوت) زندگی می‌کند. این پراکندگی از گونه‌های دیگر این سرده جدا است.